# Термометр Галилея

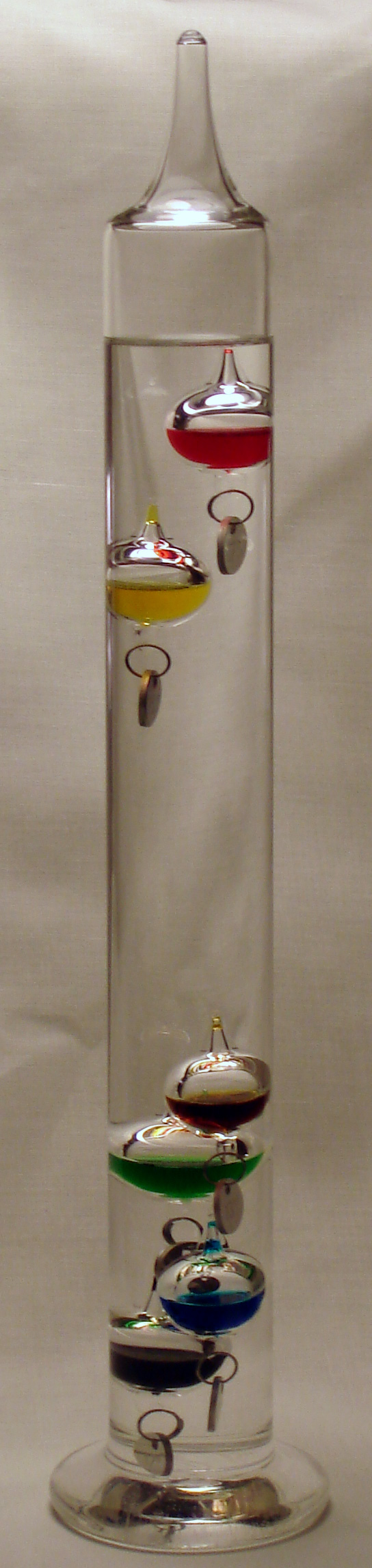
Термометр Галилея

Термометр Галилея — запаянный стеклянный цилиндр, наполненный жидкостью, в которой плавают стеклянные сосудики-буйки. К каждому такому сферическому поплавку прикреплена снизу золотистая или серебристая бирка с выбитым на ней значением температуры. В зависимости от размера термометра количество поплавков внутри бывает от 3 до 11. В настоящее время термометр представляет эстетическую ценность в качестве эффектного предмета интерьера, а также в качестве наглядного учебного пособия.

## История изобретения

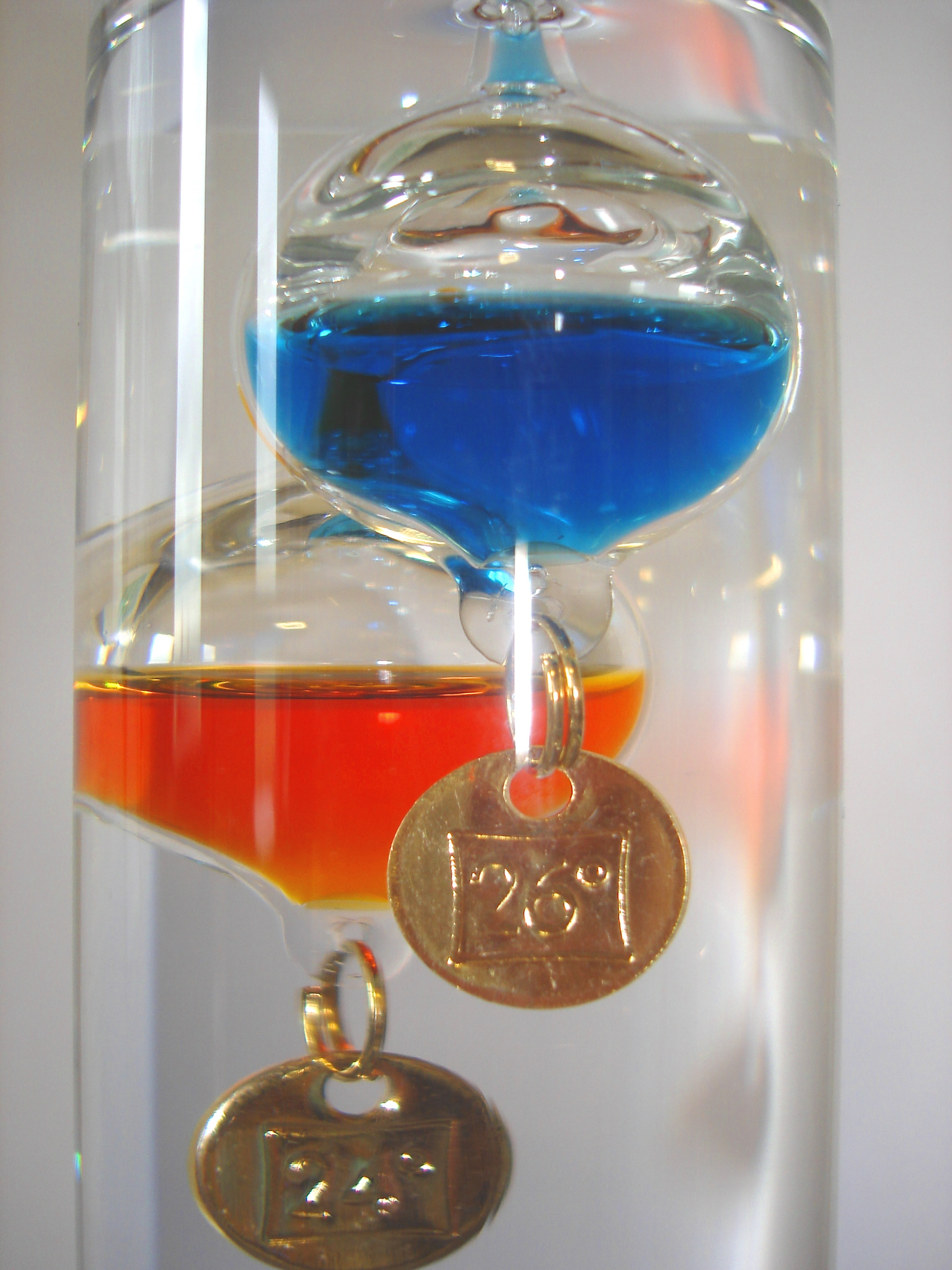
Термометр Галилея вблизи

Название происходит от имени итальянского физика Галилео Галилея, который в 1592 году изобрел термоскоп, ставший прародителем всех термометров. Согласно одним источникам, сам Галилей имел весьма косвенное отношение к созданию этого прибора, который чаще используется в качестве сувенира, по другим данным, мир этим изобретением конца 16 века обязан именно Галилею.

## Принцип действия
Поплавки по-разному наполнены жидкостью таким образом, что их средняя плотность различна: самая маленькая плотность у верхнего, самая большая — у нижнего, но у всех близка к плотности воды, отличаясь от неё незначительно.
С понижением температуры воздуха в помещении соответственно понижается температура воды в сосуде, вода сжимается, и плотность её становится больше. Известно, что тела, плотность которых меньше плотности окружающей их жидкости, всплывают в ней. При понижении температуры в помещении плотность жидкости в цилиндре увеличивается, и шарики поднимаются один за другим, при повышении — опускаются. Такой эффект достигается за счет очень высокой точности изготовления термометров. Все шарики калибруются по температуре всплытия с интервалом 0,4 °С. Диапазон температур, измеряемых термометром, находится в районе комнатной температуры: 16-28°, шаг: 1 °С. Текущее значение температуры определяется по нижнему из всплывших шариков.

Схематический принцип действия